# Politisches System der DDR

Verfassung der DDR von 1949. Entscheidend war die reale Machtposition der Sozialistischen Einheitspartei. Sie zwang die übrigen Parteien in die Nationale Front und bestimmte Einheitswahlisten. So stellte die SED in den Volksvertretungen stets die größte Fraktion.

Verfassung der DDR von 1968/74. Die Volkskammer erhielt eine noch stärkere Position. Der SED wurde nun auch von Verfassung wegen eine führende Rolle gegeben.

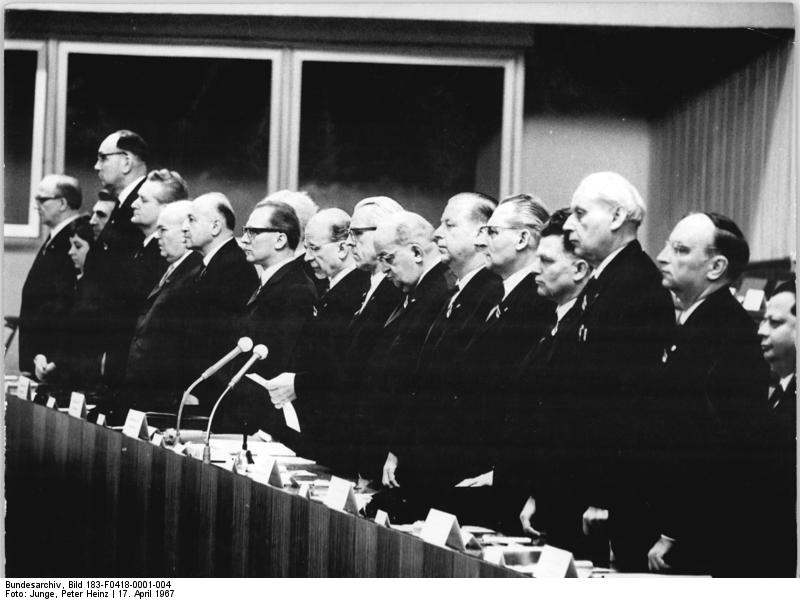
Das Politbüro der SED war das oberste Entscheidungsgremium der DDR, hier beim VII. Parteitag der SED im April 1967 in Berlin

Das politische System der DDR war eine Diktatur ohne eine tatsächliche Gewaltenteilung. Sie vereinigte die Eigenschaften des realen Sozialismus mit den Prinzipien des so genannten Demokratischen Zentralismus. Die politische Macht war nicht auf verschiedene Träger verteilt. Unter Widerspruch zu Artikel 5 Satz 3 der Verfassung der DDR ging sie stattdessen für die gesamte Zeit ihrer Existenz von dem umfassend und unkontrolliert herrschenden Führungs- und Herrschaftszentrum der DDR aus, dem Politbüro des Zentralkomitees der Sozialistischen Einheitspartei Deutschlands (SED), das ebendieser marxistisch-leninistischen Partei vorstand, der durch Artikel 1 der Verfassung der DDR der Alleinführungsanspruch für alle Bereiche der DDR zustand.
Die Deutsche Demokratische Republik war im Selbstverständnis ein sozialistischer Staat und verwirklichte die Grundprinzipien einer Volksrepublik. Da die Regierungsform durch die Herrschaft einer Partei, der so genannten Staatspartei, geprägt wurde, spricht man bei der DDR auch von einer Parteidiktatur.

## Aufbau und Funktion der Staatsorgane

### Volkskammer

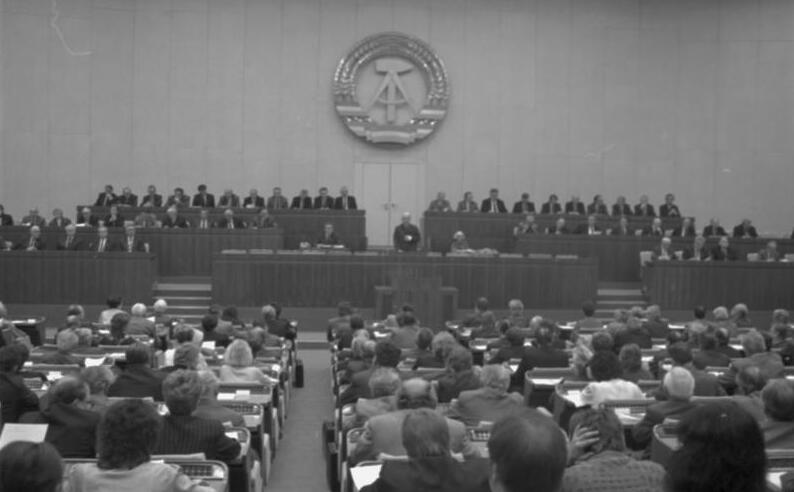
Tagung der Volkskammer der DDR im Plenarsaal des Palastes der Republik, November 1989.

Formell oberstes Organ war die Volkskammer, das Parlament der DDR, die aber kein Parlament im Sinne einer repräsentativen Demokratie war, sondern nach volksdemokratischen Verständnis die ungeteilte Volkssouveränität im Verhältnis der gesellschaftlichen Gruppen verkörpern sollte. Die Volkskammer wählte die Mitglieder des Staatsrats als kollektives Staatsoberhaupt und des Ministerrats als Regierung der DDR. Außerdem wählte sie den Präsidenten und die Richter des Obersten Gerichts und den Generalstaatsanwalt, die jederzeit von der Volkskammer abberufen werden konnten, also ohne richterliche Unabhängigkeit. Sie tagte nur etwa viermal jährlich und entschied bis 1989 mit einer Ausnahme (1972 die Einführung der Fristenlösung bei Schwangerschaftsabbrüchen durch das Gesetz über die Unterbrechung der Schwangerschaft) einstimmig. Eine parlamentarische Opposition war im politischen System der DDR nicht vorgesehen.
Die 500 Abgeordneten der Volkskammer wurden alle vier, ab 1971 fünf Jahre durch eine laut Verfassung der DDR „allgemeine, gleiche, unmittelbare und geheime Wahl“ gewählt, doch geheim war die Wahl nur dem Anspruch nach. Freie Wahlen gehörten nicht zu den verfassungsmäßigen Wahlgrundsätzen. Die Zusammensetzung der Volksvertretung stand bereits vor den Wahlen fest, da die Verteilung der Sitze auf die Parteien und Massenorganisationen des Demokratischen Blocks vorher über eine Einheitsliste festgelegt wurde, die den Führungsanspruch der SED sicherte. Es war üblich, mittels „Faltens“ alle vorgeschlagenen Kandidaten ohne Benutzung einer Wahlkabine und ohne Auswahl auf dem Stimmzettel zu wählen, Abweichungen wurden mitunter notiert und konnten negative Folgen für Nonkonformisten nach sich ziehen. Aus der Liste konnten zwar einzelne Namen gestrichen werden, doch wurde dies kaum praktiziert und auch bei der Auszählung der Stimmen nicht berücksichtigt. Bereits die Nutzung der Wahlkabine konnte als verdächtig auffallen. Wahlen wurden so zu einer bloßen Akklamation des angeblichen Volkswillens, der in der Regel zu offiziellen Wahlergebnissen mit 99-prozentiger Zustimmung führte. Obendrein jedoch wurden die ausgezählten Ergebnisse noch im Sinne der SED für die Veröffentlichung verfälscht, wie es bei den letzten Kommunalwahlen im Mai 1989 nachgewiesen worden ist.

### Staatspartei und Blockparteien

Emblem der SED

Wie in anderen realsozialistischen Staaten lag die Staatsgewalt nicht bei den auf der jeweiligen Ebene formell höchsten Gremien, sondern faktisch bei der herrschenden Partei, der Sozialistischen Einheitspartei Deutschlands. Sie stimmte sich im Vorgehen eng mit der Sowjetunion ab, wo die Macht bei der KPdSU lag. Tatsächlich wurde die Macht daher von den jeweiligen Strukturen der Staatspartei SED, das heißt den Mitgliedern des Politbüros und des Sekretariats des Zentralkomitees der SED, ausgeübt. Der absolute Führungsanspruch der SED war seit dem 6. April 1968 offiziell in der Verfassung der DDR verankert und wurde am 1. Dezember 1989 in der Wende noch von der alten Volkskammer gestrichen. In Artikel 1 der Verfassung der DDR hieß es:

„Die Deutsche Demokratische Republik ist ein sozialistischer Staat der Arbeiter und Bauern. Sie ist die politische Organisation der Werktätigen in Stadt und Land unter Führung der Arbeiterklasse und ihrer marxistisch-leninistischen Partei.“

Neben der SED gab es vier weitere Parteien, die Christlich-Demokratische Union (CDU), die Liberal-Demokratische Partei Deutschlands (LDPD), die Nationaldemokratische Partei Deutschlands (NDPD) und die Demokratische Bauernpartei Deutschlands (DBD). Sie hießen Blockparteien, weil sie mit der SED in der Nationalen Front zusammengeschlossen waren; diese war ursprünglich aus dem Antifaschistisch-Demokratischen Block entstanden.
Dazu gehörten ferner die Massenorganisationen Freier Deutscher Gewerkschaftsbund (FDGB), Freie Deutsche Jugend (FDJ), Demokratischer Frauenbund Deutschlands (DFD) und der Kulturbund. Die Massenorganisationen hatten in den DDR-Volksvertretungen eigene Abgeordnete. Diese waren meist SED-Mitglieder und verstärkten so die tatsächliche Macht der SED. Jedoch vollzogen auch die Blockparteien die Politik der SED mit. Die Blockparteien bekamen jeweils einen Minister in der Regierung.

### Regierungsgremien

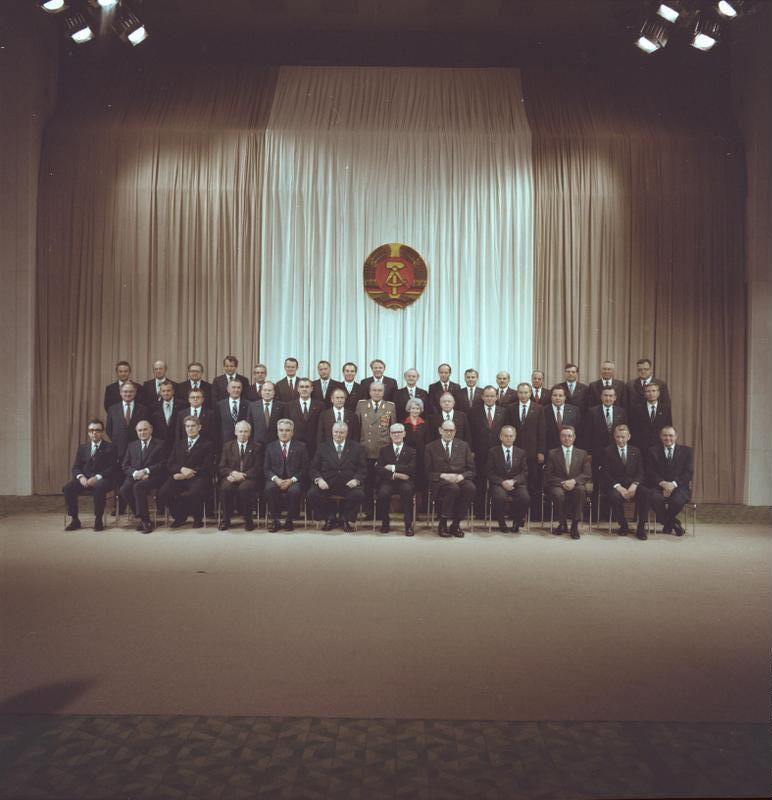
Gruppenbild des Ministerrates der DDR im Juni 1981

Der Ministerrat der DDR hatte seit 1967 knapp 40 Mitglieder, davon die meisten aus der SED und seit 1971 nur noch je eines aus den Blockparteien. Im Mittelpunkt seiner Tätigkeit stand die Planung und Leitung der verstaatlichten Wirtschaft, für die zahlreiche Fachministerien zuständig waren.
Das kollektive Staatsoberhaupt, seit 1960 der Staatsrat der DDR, bestand aus den 22–29 Mitgliedern unter dem Vorsitzenden Walter Ulbricht, ab 1973 Willi Stoph bzw. ab 1976 Erich Honecker. Er hatte seit 1974 rein repräsentative Aufgaben. Vorher war Wilhelm Pieck der repräsentative Präsident der DDR.
Die faktische Macht lag bei der SED-Führung: Dem etwa 25-köpfigen Machtzentrum, dem Politbüro der SED, stand der Generalsekretär vor. Dort galten strikte Parteidisziplin und ein so genanntes Fraktionsverbot, das heißt, es musste Einstimmigkeit erreicht werden. Die Mitglieder und Kandidaten wurden formal vom Zentralkomitee der SED gewählt, das zwischen den Parteitagen, die alle fünf Jahre stattfanden, jährlich zwei- bis dreimal tagte. Das Sekretariat des Zentralkomitees war ein bürokratischer Apparat von etwa 2000 Funktionären unter elf Sekretären, die verschiedene Sachgebiete vertraten und Mitglieder des Politbüros waren. Damit lag eine Doppelstruktur von Staat (Ministerien etc.) und Partei (Politbüro, Sekretariate etc.) vor, in der die Partei den Vorrang hatte. Die innerparteilichen Wahlen wurden durch Vorschlagslisten des Apparates im Vorfeld bestimmt. Eine Zentrale Parteikontrollkommission wachte über das erwartete Verhalten aller 2,26 Mio. Mitglieder der SED (1989) und übte durch regelmäßigen Austausch der Parteibücher die Kontrolle aus.
Ein weiteres Machtzentrum bildete seit 1960 ein Nationaler Verteidigungsrat unter dem Vorsitz des Generalsekretärs, dem ausschließlich SED-Mitglieder angehören durften. Er hatte das alleinige Weisungsrecht gegenüber den zentralen Führungsbereichen und den Bezirksleitungen. Ihm oblag auch die Verantwortung für die Grenzsicherung durch den Schießbefehl an der Berliner Mauer und innerdeutschen Grenze.

Bezirke der DDR und Ost-Berlin ab 1952

## Staatsaufbau
Der strikt zentralistisch ausgerichtete Staatsaufbau setzte sich auf die Verwaltungsgliederung in 15 Bezirke und 217 Kreise in Staat und SED fort. Der vom Bezirkstag gewählte Rat des Bezirkes wurde dominiert von der SED-Bezirksleitung unter dem 1. Bezirkssekretär, die der zentralen SED-Leitung unterstellt waren. Eine Bezirksplankommission führte die Vorgaben der Staatlichen Plankommission aus. Eine Ebene tiefer standen die Landkreise und kreisfreien Städte (Stadtkreise) mit gleichen Strukturen (Kreistag, Rat des Kreises/Rat der Stadt, SED-Kreisleitung mit dem 1. Kreissekretär, Kreisplankommission), unter diesen wiederum die Gemeinden (bzw. Stadtbezirke). Eine kommunale Autonomie und Selbstverwaltung bestand so nicht. Die Grenzen zwischen Partei und staatlichen Organen blieben bewusst undeutlich, um ohne administrative Zwänge stets nach politischen Kriterien entscheiden zu können.

## Rechts- und Sicherheitsorgane
Das Rechtswesen der DDR entsprach nicht der westlichen Auffassung von Rechtsstaatlichkeit. Es gab weder Rechtsweggarantie noch Verwaltungsgerichte, um gegen staatliche Maßnahmen zu klagen. Ersetzen sollte dies nach Artikel 103 der Verfassung ein umfangreiches Recht, Petitionen oder Eingaben an staatliche Organe zu machen, deren Entscheidung aber der staatlichen Willkür unterlag. In der DDR waren Rechtsanwälte nicht unabhängig vom Staat. Sie hatten kein Recht auf Akteneinsicht. Rechtsanwälte bekamen, wie die Richter, lediglich einen zusammenfassenden Bericht. Die Möglichkeit, selbst die Akten durch einen Rechtsanwalt (insbesondere in Strafprozessen) überprüfen zu lassen, bestand nicht. Bürger, die aus politischen Gründen durch oppositionelle Äußerungen und Taten auffielen, wurden kriminalisiert und als Straftäter inhaftiert. Das Strafgesetzbuch wurde in einigen politisch relevanten Paragraphen so willkürlich dehnbar formuliert, dass scheinbar legale Verurteilungen leicht fielen, besonders wegen des „Gummiparagraphen“ § 106 („staatsfeindliche Hetze“).
Unter besonders enger Kontrolle der SED standen die direkten staatlichen Sicherheitsorgane wie die Nationale Volksarmee, die Polizei wie auch der umfangreiche Überwachungs- und Spitzelapparat des Ministeriums für Staatssicherheit (MfS). Die Besetzung der wichtigsten Ämter in allen Bereichen bedurfte ihrer Bestätigung (Nomenklatura), an ihrer Unterordnung unter der Partei kam kein Zweifel auf.

## Gesellschaft
Zusätzlich erfolgte zur Herrschaftssicherung eine Politisierung der gesamten Gesellschaft. Mit der totalitären Ideologisierung und der damit verbundenen Zensur in Medien, Literatur und Kunst wurde gleichzeitig mit einer neuen Terminologie ein Feindbild propagiert, das sich gegen den Westen richtete und welches vor allem die Jugend verinnerlichen sollte. Die Abgrenzung von der Bundesrepublik war für die DDR eine Existenzfrage. Politisch Andersdenkende waren Repressalien ausgesetzt. Das gesamte Bildungssystem in der DDR stand unter den ideologischen Vorgaben der SED, in den Bildungsinhalten, der fast vollständigen Erfassung in der Freien Deutschen Jugend, dem Wehrunterricht und der Zwangsschulung aller Studenten in Marxismus-Leninismus.

## Außenpolitische Einbindung
Die Verfassung band die DDR seit 1968 an die Sowjetunion.
Die DDR war international im Warschauer Pakt und im Rat für gegenseitige Wirtschaftshilfe (RGW) eingebunden und seit 1973 Mitglied der Vereinten Nationen. Von Bedeutung war die Unterzeichnung der KSZE-Schlussakte 1975 in Helsinki, in der sich die DDR erneut zur verbindlichen Einhaltung der Menschenrechte verpflichtete.